# Urho Kähönen
Urho Kähönen, född 6 juli 1910 i Systerbäck, död 3 augusti 1984 i Helsingfors, var en finländsk agronom, ämbetsman och politiker (Centerpartiet). 
Kähönen, som var son till jordbrukaren Antti Kähönen och Maria Koukku, blev student 1929, agronomie- och forstkandidat 1934 och agronom 1935. Han var konsulent vid Småbrukarnas centralförbund 1935–1939, chef för Viborgs arbetskraftsdistrikt och producentkonsulent vid Viborgs läns lantbrukssällskap 1942–1944, ombudsman för Karelens läns jordbrukare 1945–1951, verksamhetsledare 1947–1948 och generaldirektör i Kolonisationsstyrelsen 1959–1970. 
Kähönen var medlem i styrelsen för Lantbruksproducenternas förbund i Nyland, ordförande i Finland-Kina-samfundet och medlem av Finlands delegation i Nordiska rådet från 1956. Han var medlem av Finlands riksdag 1951–1966 och ordförande i stora utskottet och lantbruksutskottet. Han var lantbruksminister i Karl-August Fagerholms regering 1958–1959.